# Ardisia dewildei
Ardisia dewildei är en viveväxtart som beskrevs av C.M.Hu. Ardisia dewildei ingår i släktet Ardisia och familjen viveväxter. Inga underarter finns listade i Catalogue of Life.